# Pramila
Pramila, parfois orthographié Pramilla, de son vrai nom Esther Victoria Abraham, née en 1916 à Calcutta et morte à Bombay en 2006, est une actrice et productrice indienne. Elle est aussi la première miss Inde en 1947.

## Biographie
Esther est née dans une famille juive le 30 décembre 1916 à Calcutta,,. Son père Reuben Abraham était un homme d'affaires, propriétaire entre-autres de l’hôtel The Temperance à Calcutta. Veuf et déjà père de quatre enfants, il épouse en 1914 Matilda, originaire de Karachi, alors âgée de 14 ans. Esther est l'aînée des sept enfants du couple. Elle fait ses études secondaires au collège St James de Calcutta. Bonne élève, elle obtient un diplôme d'art délivré par le collège sous l'égide de l'université de Cambridge. Le révérend Cashmore, le directeur du collège, lui obtient un poste d'institutrice dans la section primaire de l'école Talmud Torah Jewish Boys' School.
La famille Abraham est liée au théâtre et au cinéma : Jaddan Bai, chanteuse et future actrice et productrice de cinéma, incidemment la mère de Nargis, est une amie personnelle de Reuben; Sophie, la petite sœur d'Esther, est actrice sous le nom de Romilla pour le studio Imperial; Rose Ezra enfin, une cousine d'Esther, est également actrice de cinéma après des débuts au théâtre. Pendant les vacances scolaires de 1935, Esther rend visite à sa sœur et à sa cousine à Bombay. Le réalisateur R.S. Chaudhary la remarque et la choisit en remplacement de Rose pour un rôle secondaire dans Return of the Toofan Mail qu'il prépare. Le film est inachevé mais Pramila est engagée dans trois films à venir du studio Imperial.

### Carrière d'actrice
Elle débute réellement sa carrière d'actrice avec Bhikaran (1935) dans lequel elle incarne déjà un personnage de vamp. C'est à l'occasion de ce film qu'elle adopte Pramila comme nom de scène. Elle enchaîne l'année suivante dans trois films pour le studio Imperial, Mahamaya, Hamari Betiya puis Saria, dans lesquels elle partage l'affiche avec M. Kumar qu'elle épousera en 1939. Elle débute aussi à cette époque une carrière parallèle de mannequin et devient le modèle à succès du photographe A.J Patel pour lequel elle pose dans des publicités.
Pramila participe en 1938 au troisième film indien intitulé Mother India, le second du studio Imperial. Le rôle-titre de ce mélodrame est incarnée par Sherifa tandis que Pramila joue le personnage de la fiancée occidentalisée du fils de l'héroïne. Il s'agit du second film en couleur du studio après Kisan Kanya sorti l'année précédente et qui avait montré des faiblesses dans le traitement de la couleur. Mother India utilisant le même procédé Cine-Color, Ardeshir Irani confie à la jeune femme qui avait obtenu un diplôme d'art, la tâche d'en coordonner les couleurs afin d'améliorer de sa qualité technique. Mother India est un très grand succès populaire qui reste 82 semaines à l'affiche, mais il n'empêche pas le studio de faire faillite cette même année. Pramila se trouve alors sans engagement.  
Elle se tourne alors vers les stunt-movies, ces films d'action au budget modeste inspirés du cinéma américain des années 1920. On la retrouve ainsi vêtue de peaux de bêtes dans Jungle King, ou habillée en vengeresse masquée dans Bijlee, deux films de 1939 qui n'ont pas marqué les esprits. Pramila renoue en tant que freelancer avec à un cinéma plus ambitieux en 1941. Elle joue ainsi le rôle de la petite sœur dans Kanchan, réalisé par l'actrice Leela Chitnis. Le film est un échec mais Pramila parvient à conserver les faveurs de la critique. Elle obtient aussi probablement le plus grand succès de sa carrière l'année suivante en interprétant un personnage secondaire de vamp dans Basant d'Amiya Chakrabarty qui reste plus de cent semaines à l'affiche du Majestic de Bombay. Elle est également cette même année la vedette d'Ulti Ganga, une comédie drolatique légèrement féministe qui explore un monde où les genres seraient inversés.

### Silver Films

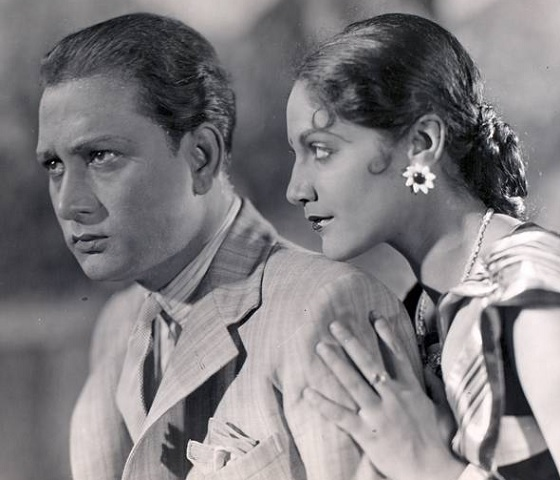
Pramila et M. Kumar dans Hamari Betiya (1936)

Toujours en 1942, son mari l'acteur M. Kumar qui travaillait pour le studio Ranjit est licencié. Il fonde alors avec Chandramohan la société de production Silver Films à laquelle Pramila sera associée comme actrice et productrice. Elle est ainsi avec M. Kumar et Chandramohan à l'affiche de Jhankar, le premier film de la nouvelle société dont son mari est officiellement le producteur. Elle sera par contre créditée comme productrice dans nombre des films suivants de Silver Films ou de ses filiales. Elle joue aussi dans presque toutes ses propres production dans des rôles souvent secondaires, et s'éloigne même parfois du giron de Silver Films comme dans Beqasoor (1950) avec Durga Khote, ou Hamari Beti (1950) de l'actrice Shobhna Samarth qui a permis de lancer la carrière de Nutan.    
À partir du milieu des années 1940, Pramila crée avec M. Kumar d'autres sociétés de production : Shama Productions qui est destinée à promouvoir de jeunes talents, Kumar Studios Limited pour les films réalisés par M. Kumar et enfin plus tard, United Artists pour lancer leurs enfants dans le monde du cinéma. Mais la production ne se passe pas sans heurts. Ainsi Aap Beeti (1948) qui évoque les relations entre l'Inde et le Pakistan est interdit de diffusion et ne sera jamais présenté au public. Au total, elle produit ou co-produit treize films, mais aucun ne suscite l’engouement du public.    
En parallèle de ses activités d'actrice et de productrice, Pramila poursuit son activité de mannequin et remporte même le premier concours Miss Inde, organisé en 1947 par une association de journalistes,. Elle est enceinte de son cinquième enfant lorsqu'elle reçoit le prix des mains de Moraji Desai. 
M. Kumar décide d'émigrer au Pakistan avec sa première épouse et leurs quatre enfants au début des années 1960. Pramila ne peut se résoudre à le suivre et reste en Inde avec ses cinq enfants. Il l'avait laissée sans le sous et elle doit se battre en justice pendant de nombreuses années pour récupérer ses biens. 
Pramila meurt le 6 août 2006 à Bombay entourée de sa famille, peu de temps après avoir fait une dernière apparition à l'écran dans Thang, un film bilingue d'Amol Palekar.

### Vie privée
Pramila se marie une première fois avec Manicklal Dangi, un directeur de théâtre, au début des années 1930. Elle donne naissance à un fils prénommé Maurice, mais le mariage est annulé vers 1935. En 1939, elle devient la seconde épouse de l'acteur M. Kumar, surnommé Mir Mujjan et de son vrai Syed Hasan Ali Zaidi, avec lequel elle a quatre enfants : Akbar, Asghar, Naqi and Haider. Après le départ de M. Kumar au Pakistan, elle s'installe pendant près de 40 ans avec le réalisateur Nari Ghadiali. 
Le 12 mars 1967, sa fille Naqi Jahan est élue à son tour Miss Inde,. Son plus jeune fils, Haider Ali, fait également carrière au cinéma et à la télévision.

## Filmographie

### Comme actrice

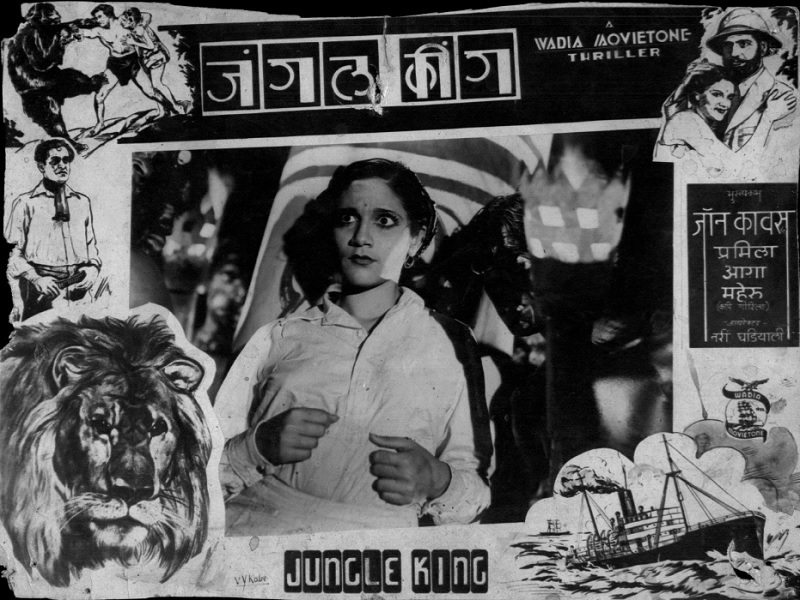
Pramila dans Jungle King (1939)

- 1935 : Return of the Toofan Mail de R.S. Chaudhary (inachevé)
- 1935 : Bhikaran de Premankur Atorthy
- 1935 : Qatl-e-Aam d'Arolkar
- 1936 : Mahamaya de Gunjal
- 1936 : Hamari Betiya / Our Darling Daughters de R.S. Chaudhary
- 1936 : Saria de Shanti Dave
- 1937 : Mere Lall de Gunjal
- 1938 : Mother India de Gunjal
- 1939 : Bijlee de Balwant Bhatt
- 1939 : Hukum Ka Ekka de Shanti Dave
- 1939 : Jungle King de Nari Ghadialli
- 1939 : Kahan Hai Manzil Ten de S.M. Yussuf
- 1940 : Sardar de Dwarka Khosla
- 1941 : Kanchan de Leela Chitnis
- 1941 : Shahzaadi de J.P. Advani
- 1942 : Basant de Amiya Chakrabarty
- 1942 : Jhankar de S. Khalil
- 1942 : Saheli de S.M. Yussuf
- 1942 : Ulti Ganga de K. Dhaiber
- 1944 : Bare Nawab Sahib de B.D. Vedi
- 1945 : Naseeb / Can't Help It de B.D. Vedi
- 1946 : Devar de S.M. Yussuf
- 1946 : Nehle Pe Dehla de S.M. Yussuf
- 1946 : Sal Gira de K.S. Dariani
- 1946 : Shalimar de Roop K. Shorey
- 1947 : Doosri Shaadi de Ram Daryani
- 1948 : Aap Beeti de M. Kumar
- 1950 : Beqasoor de K. Amamath
- 1950 : Hamari Beti de Shobhna Samarth
- 1953 : Dhoon de M. Kumar
- 1954 : Majboori / Choti Bahen de Ram Daryani
- 1956 : Badal Aur Bijlee de Maurice Abraham[note 6] sous la supervision de Nari Ghadiali
- 1956 : Fighting Queen de Nari Ghadiali
- 1959 : Jungle King de Masud
- 1960 : Bahana de M. Kumar
- 1961 : Murad de Nari Ghadiali
- 2006 : The Quest / Thang d'Amol Palekar

### Comme productrice ou co-productrice
- 1942 : Jhankar de S. Khalil
- 1943 : Bhalai de S. Nazir

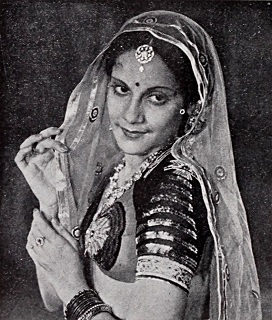
Pramila dans Basant (1942)

- 1944 : Bare Nawab Sahib de B.D. Vedi
- 1945 : Naseeb / Can't Help It de B.D. Vedi
- 1946 : Devar de S.M. Yussuf
- 1946 : Nehle Pe Dehla de S.M. Yussuf
- 1948 : Aap Beeti de M. Kumar
- 1949 : Dhoom Dham de Rajaran
- 1951 : Dilbar de Rajaran
- 1953 : Dhoon de M. Kumar
- 1956 : Badal Aur Bijlee de Maurice Abraham sous la supervision de Nari Ghadiali
- 1959 : Jungle King de Masud
- 1960 : Bahana de M. Kumar